# AN B

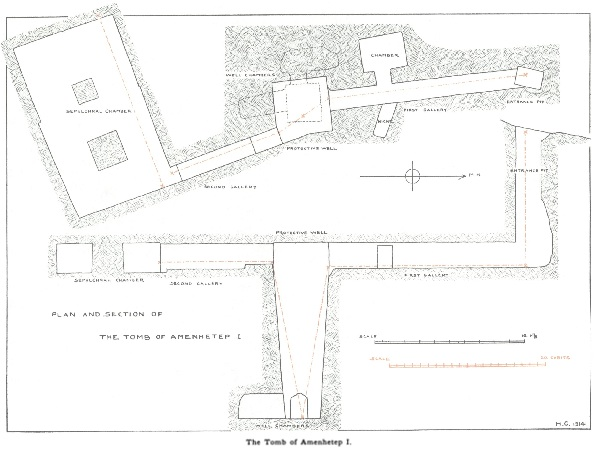
Grabplan von Howard Carter 1916

AN B ist die Bezeichnung eines altägyptischen Grabes, das sich in Dra Abu el-Naga befindet. Es wird in die 18. Dynastie datiert und stellt möglicherweise ein Doppelgrab für Königin Ahmose Nefertari und ihren Sohn Amenophis I. dar.

## Aufbau
Bei AN B handelt es sich vermutlich um ein Königinnengrab, das nachträglich für die Aufnahme einer Königsbestattung erweitert wurde. Das Grabmal besitzt einen länglichen Grundriss und wurde in zwei Phasen erbaut. Am Ende des ersten Korridors befindet sich ein Brunnenschacht, von dem ein zweiter Gang abgeht und in einer großen Grabkammer endet. Der Brunnenschacht ist ein charakteristisches Merkmal für Königsgräber des Neuen Reiches und wurde womöglich zeitgleich mit der Erweiterung des Grabes in den Fels geschlagen.

## Zuordnung
Die Grabstätte wurde vor 1907 von Einheimischen entdeckt und galt bis zur Freilegung von KV39 im Tal der Könige als einziger Kandidat für das Grab von Amenophis I.
Howard Carter förderte bei der Freilegung verschiedene Steingefäß-Fragmente mit Namen vom Hyksoskönig Apophis I. und seiner Tochter Heret, sowie von Ahmose I., Ahmose Nefertari und Amenophis I. zu Tage. Er ordnete das Grab Ahmose Nefertari und Amenophis I. zu, die beide als Schutzgötter der thebanischen Nekropole verehrt wurden und sich in der Nähe des Fundortes einen „Men-isut“ genannten Totentempel teilten. Dieser könnte mit einem im Papyrus Abbott genannten Tempel übereinstimmen, der sich in der Nähe von Amenophis’ Grab befunden haben soll. Zudem identifizierte Carter einen nördlichen Felshaufen mit dem im Papyrus genannten ahay, der einen weiteren Anhaltspunkt für die Lage des Grabes darstellt.
Carter machte bei seiner Identifizierung allerdings den Fehler, die im Papyrus Abbott genannten Abmessungen mit den Innendimensionen von AN B gleichzusetzen. Da die Inspektoren zur Zeit von Ramses IX. aber ein intaktes Grab vorfanden, war das Innere für sie vermutlich nicht zugänglich.